# PKP-Baureihe EN100
Die Baureihe EN100 sind sechsteilige elektrische Triebzüge der Polnischen Staatsbahnen (PKP) des Herstellers Newag in Nowy Sącz. Die sechs Fahrzeuge tragen die Typbezeichnung 39WE und wurden zwischen 2014 und 2016 gebaut.
Die Einheiten werden im Regionalverkehr auf der Warschauer Pendlerbahn WKD eingesetzt. Sie haben die Spitznamen Terminator und Predator erhalten.

## Geschichte
Im Jahr 2013 erfolgte bei der WKD eine Ausschreibung über sechs neue Fahrzeuge. Sie sollten 2016 ausgeliefert werden, zu der Zeit sollte auch die Änderung der Versorgungsspannung der Strecke auf 3 kV Gleichspannung abgeschlossen sein. Ende 2013 wurden Detailinformationen zu den Fahrzeugen bekannt gegeben, nachdem feststand, dass Newag in Nowy Sącz die Fahrzeuge fertigen würde. Ursprünglich hatte sich auch PESA in Bydgoszcz an der Ausschreibung mit seinen zuvor gelieferten EN97 beteiligt, die aber im Preis wesentlich teurer waren.
2014 begann die Produktion der Fahrzeuge, die für die Versorgungsspannung von 3 KV Gleichspannung ausgelegt waren. Am Projekt arbeitete die Firma EC Engineering in Kraków mit. Zum 1. März 2016 konnte das erste Fahrzeug fertiggestellt werden. Nach verschiedenen Tests wurde das Fahrzeug im Juni 2016 mit zwei weiteren an die WKD übergeben. Die weiteren folgten 2016, im August 2016 waren alle im Einsatz. An der Fahrzeugfront stehen mit Baureihe und Ordnungsnummer sowie Werksbezeichnung und Ordnungsnummer.

## Konstruktion
Die mehrteiligen Triebzüge sind als zwei Baugruppen mit dem führerstandslosen Ende gekuppelt. Eine Baugruppe besteht aus drei Fahrzeugteilen, die mit Kurzkupplung miteinander verbunden sind. Die einzelnen Baugruppen werden als Teil a und Teil b mit der gleichen Ordnungsnummer bezeichnet. Jedes Fahrzeugteil wird von je einem Drehgestell getragen, wobei das mittlere Bauteil der Baugruppe das Laufdrehgestell, die äußeren Drehgestelle der Baugruppe die Antriebsdrehgestelle sind.
Die Sekundärfederung zwischen Drehgestell und Wagenkasten erfolgt mit Luftfederung. Am führerstandslosen Ende besitzt die Baugruppe einen Hilfsführerstand, sodass sie im Havariefall oder auf Werkstattgleisen einzeln verfahren werden können. Die angetriebenen Teile der Baugruppe besitzen je Seite zwei Schwenkschiebetüren. Im Bereich der Einstiegstüren liegt die Fußbodenhöhe bei 500 mm über Schienenoberkante. Die Fahrzeuge haben außer den in 2+2 angeordneten Sitzplätzen acht Stellplätze für Fahrräder und vier Stellplätze für Rollstühle. Sie sind mit Klimaanlage für den Führerstand und den Fahrgastraum, einem Überwachungssystem, einem optischen und akustischen Informationssystem, jedoch ohne Toilette ausgerüstet. An den Plätzen für die Rollstühle sind an den Eingangstüren zusätzliche Rampen für den Einstieg vorhanden.
Die Drehstrom-Traktionsausrüstung ist im Wesentlichen auf dem Dach angeordnet. Angetrieben werden sie von acht Drehstrom-Traktionsmotoren. 70 % aller Fahrzeugteile bestehen aus Teilen polnischer Produktion- der Antrieb, die Wechselrichter wurden in Warschau hergestellt, die restlichen Teile in Nowy Sącz. Die Betriebshöfe besitzen ein elektronisches System für die Wartungssystemdokumentation.